# Шёнрок, Сибиль
Сибиль Шёнрок(-Эрмиш) (нем. Sybille Schönrock (-Ermisch); род. 28 июля 1964, Виттенберг, Галле) — восточно-германская пловчиха, серебряный призёр летних Олимпийских игр 1980 года в Москве.

## Карьера
На Олимпиаде Шёнрок выступала в плавании на 200 метров баттерфляем. В этой дисциплине она завоевала олимпийское серебро с результатом 2:10,45 с, уступив одну сотую секунды своей соотечественнице, олимпийской чемпионке Инес Гайсслер (2:10,44 — олимпийский рекорд) и опередив представительницу Австралии Мишель Форд (2:11,66 с). Олимпиада стала единственным международным соревнованием в её карьере. Впоследствии она изучала педагогику и стала учительницей.

## Семья
Участник летних Олимпийских игр 1936 года в Берлине Вальтер Шёнрок (1912—1996) приходился Сибиль дедушкой.